# Spathochlamys benedicti
Spathochlamys benedicti är en musselart som först beskrevs av Addison Emery Verrill och Bush 1897.  Spathochlamys benedicti ingår i släktet Spathochlamys och familjen kammusslor. Inga underarter finns listade i Catalogue of Life.